# Navidad en el burdel
Navidad en el burdel (en noruego: Julaften i bordell) es un óleo sobre lienzo de Edvard Munch, pintado entre 1903 y 1904. Considerada como expresionista, actualmente la obra se conserva en el Museo Munch de Oslo.

## La obra
Munch trabajó en la pintura en Hamburgo luego de un encargo fallido por parte del senador Holthusen, suegro del mecenas de Munch, Max Linde, donde se le había solicitado un retrato que no fue concretado debido a varios desacuerdos con el senador. Un momento difícil para Munch, como resultado del mismo padeció de ataques de ansiedad que intentó sobrellevar mediante el consumo de alcohol. El trasfondo de Navidad en el burdel es presuntamente una visita del pintor a un local en Lübeck, del cual resultó un cuadro "ligero pero melancólico" donde las pupilas del lugar se ven esperando a los clientes en un ambiente relajado frente a un decorado árbol de Navidad; a la izquierda, un hombre duerme la ebriedad sobre una mesa, mientras a la derecha en primer plano una mujer madura y maquillada, probablemente la madame del establecimiento, fuma un cigarrillo a la vez que lee un pequeño libro. La pintura es interpretada como "irónica, sentimentalmente impía", como un comentario tanto sobre la casa burguesa de Linde donde Munch se hospedaba en ese momento, como del propio "origen familiar pietista" del artista. Como otras pinturas del periodo, muestra la influencia sobre Munch del fauvismo. La prostitución era uno de los temas preferidos por el pintor, evidenciado más adelante cuando, entre 1906 y 1907, una habitación en particular de un burdel alemán le inspiraría a trabajar en una serie entera de pinturas llamada La habitación verde.